# Franc Kruh
Franc Kruh, gozdni delavec in član organizacije TIGR, * 13. januar 1898, Šembije, † 3. februar 1964, Šembije.
Rodil se je v družini malih kmetov Marije Šenkinc in Antona Kruha. Že v mladosti se je preživljal s priložnostnim delom in podpiral starše. Zgodaj se je vključil v ilegalno protifašistično organizacijo TIGR. Preko državne meje je iz Jugoslavije na Pivko in Brkine prinašal protifašistični tisk. Ker je dobro poznal snežniške in javorniške gozdove je vodil slovenske in italijanske antifašiste v obe smeri čez državno mejo. Leta 1935 je pred aretacijo ušel v Jugoslavijo, kjer so mu tovariši v Starem Logu pri Ilirski Bistrici priskrbeli delo in stanovanje. Tu je sodeloval z Danilom Zelenom in Justom Godničem in drugimi ter kot spreten vodič in neutrudljiv prenašalec sodeloval pri prenosu orožja in literature na Primorsko. Leta 1936 ga je fašistična policija po prehodu meje aretirala. Obsojen je bil na dosmrtno ječo. Nemci so ga maja 1944 izpustili iz zapora. 15. julija 1944 se je vrnil v domačo vas in se vključil v narodnoosvobodilno borbo.